# إمارة هانوفر الناخبة

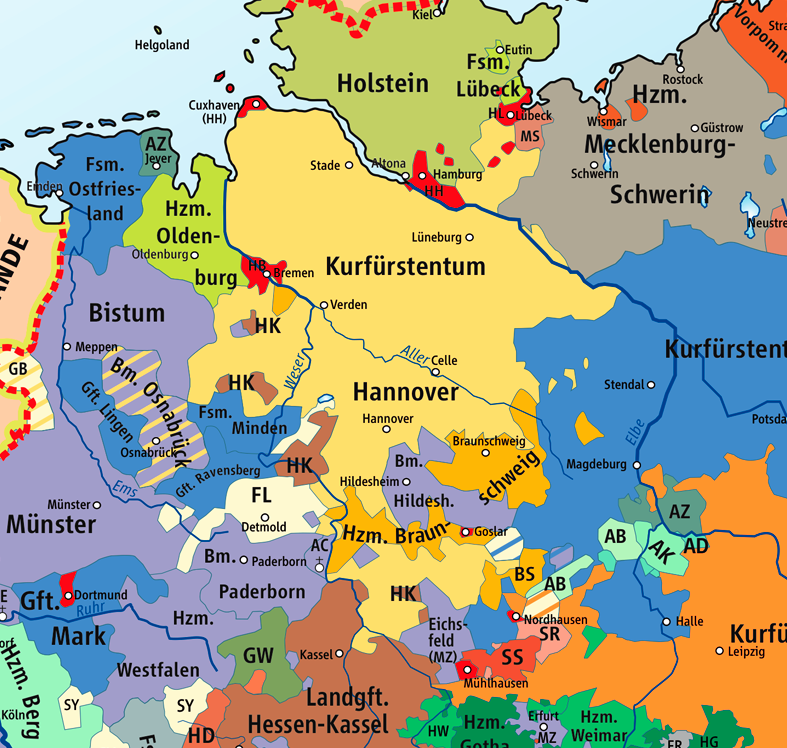
دائرة هانوفر الانتخابية في الجزء الشمالي الشرقي من الإمبراطورية الرومانية المقدسة في عام 1789

إمارة هانوفر الناخبة (الألمانية: Kurfürstentum Hannover) كانت إحدى الإمارات الناخبة للإمبراطورية الرومانية المقدسة تقع في شمال غرب ألمانيا والتي نشأت من إمارة كالينبيرج. على الرغم من أنها تُعرف رسميًا باسم إمارة برونزويك-لونيبورغ الناخبة (الألمانية: Kurfürstentum Braunschweig-Lüneburg) وجعلت من هانوفر عاصمتها. طوال
معظم فترة وجودها، كانت الدوقية محكومة باتحاد شخصي مع بريطانيا العظمى وأيرلندا بعد خلافة هانوفر.
تقسمت دوقية برونزويك-لونيبورغ في عام 1269 بين فروع مختلفة من بيت فلف. برزت إمارة كالينبيرج، التي يحكمها فرع صغير من العائلة، باعتبارها الأكبر والأقوى بين ولايات برونزويك-لونيبورغ. في عام 1692، رفع الإمبراطور الروماني المقدس أمير كالينبيرج إلى هيئة الناخبين، مما أدى إلى إنشاء هيئة انتخابية جديدة في برونزويك-لونيبورغ. كانت ثروات الناخبين مرتبطة بثروات بريطانيا العظمى بموجب قانون التسوية لعام 1701 وقانون الاتحاد لعام 1707، والذي استقر على خلافة العرش البريطاني على أقرب قريبة بروتستانتية للملكة آن، وهي الناخبة صوفيا من هانوفر، وذريتها. 
أصبح أمير هانوفر الناخب ملكًا لبريطانيا العظمى في عام 1714. ونتيجة لذلك، اضطرت بريطانيا مرارا وتكرارا إلى الدفاع عن ممتلكات الملك في ألمانيا. ومع ذلك، ظلت هانوفر إقليمًا خاضعًا لحكم منفصل وله هيئات حكومية خاصة به، وكان على البلاد أن توقع معاهدة مع بريطانيا العظمى كلما قاتلت القوات الهانوفرية إلى جانب بريطانيا في الحرب. اندمجت مع مملكة فستفالن النابليونية في عام 1807، وأعيد تأسيسها كمملكة هانوفر في عام 1814، واستمر الاتحاد الشخصي مع التاج البريطاني حتى عام 1837. 

## الاسم
في عام 1692، رفع الإمبراطور ليوبولد الأول من بيت هابسبورغ دوق إرنست أوغسطس من سلالة برونزويك-لونيبورغ من كالينبيرج، إلى رتبة أمير ناخب للإمبراطورية كمكافأة على المساعدة التي قدمها في حرب السنوات التسع. كانت هناك احتجاجات ضد إضافة ناخب جديد، ولم تصبح الترقية رسمية إلا بعد موافقة البرلمان الإمبراطوري في عام 1708. أصبحت هانوفر، عاصمة كالينبيرج، تحمل اسمًا عاميًا للناخبين، لكنها استخدمت رسميًا اسم شور-براونشفايغ-لونيبورغ للسلالة الدوقية بأكملها.
كان شعار النبالة والعلم الانتخابي يعرض الجواد الساكسوني المرتبط بمقاطعات ساكسونيا السفلى ووستفاليا الألمانية، ومنطقة توينتي الهولندية حيث غطت الدائرة الانتخابية أجزاء كبيرة من دوقية ساكسونيا الأصلية.

## الجغرافيا

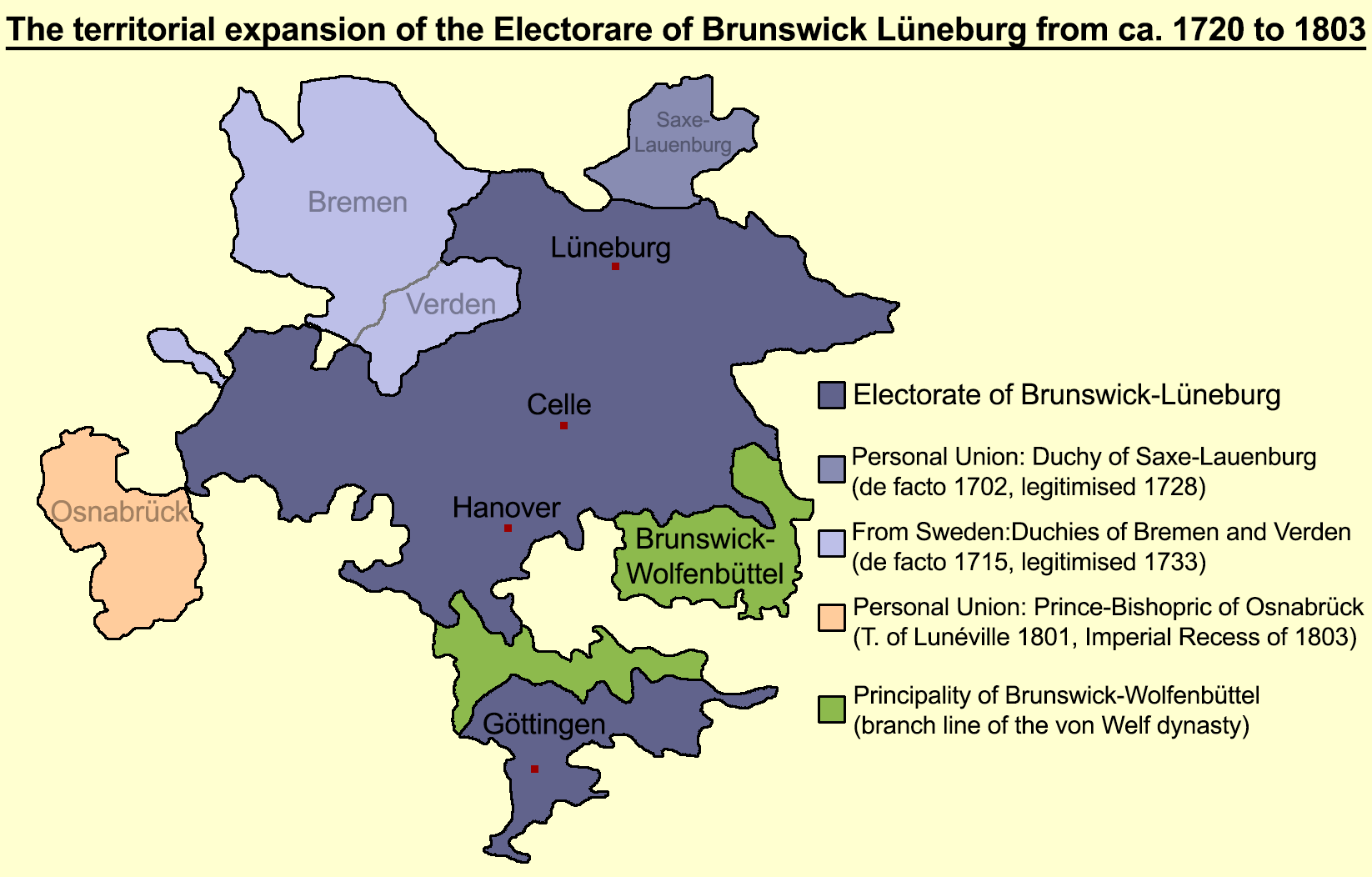
خريطة تخطيطية لدوقية برونزويك-لونيبورغ بما في ذلك دائرة هانوفر الانتخابية (الأزرق) وإمارة برونزويك-فولفنبوتل (الأخضر)، حوالي عام 1720: استحوذ الناخب جورج الأول لويس على ساكس-لاونبورغ وبريمن-فيردن ، وحصل خليفته جورج الثاني أوغسطس على (1731، غير موضحة على الخريطة) وحصل جورج الثالث على أسقفية أوسنابروك (1803).

شملت الدائرة الانتخابية أجزاء كبيرة من ولاية ساكسونيا السفلى الألمانية الحديثة في شمال ألمانيا. إلى جانب إمارة كالينبيرج، شملت أيضًا الأراضي الأميرية السابقة لغوتنغن وجروبنهاغن بالإضافة إلى أراضي مقاطعة هويا السابقة.
في عام 1705، ورث الناخب جورج الأول لويس إمارة لونيبورغ مع دوقية ساكسونيا لاونبورغ بعد وفاة عمه الدوق جورج ويليام من برونزويك لونيبورغ. في عام 1715، اشترى دوقيات بريمن-فيردن من الملك فريدريك الرابع ملك الدنمارك (تم تأكيد ذلك بموجب معاهدة ستوكهولم عام 1719)، والتي بموجبها حصل ناخبيه السابقون على إمكانية الوصول إلى بحر الشمال.
في عام 1700، قدمت الأقاليم التي تشكل الدائرة الانتخابية، مثل جميع الأقاليم البروتستانتية الأخرى ذات الأهمية الإمبراطورية، التقويم المحسن، كما أطلق البروتستانت على التقويم الغريغوري لتجنب ذكر اسم البابا غريغوري الثالث عشر. وهكذا تبع يوم الأحد 18 فبراير (حسب التقويم القديم) يوم الاثنين 1 مارس (حسب التقويم الجديد).

## تاريخ
في عام 1692، رقى الإمبراطور الروماني المقدس، ليوبولد الأول، ابن جورج، الدوق إرنست أوغسطس، إلى رتبة ناخب الإمبراطورية كمكافأة على المساعدة التي قدمها في حرب التحالف الكبير. كانت هناك احتجاجات ضد إضافة ناخب جديد، ولم تصبح الترقية رسمية (بموافقة مجلس النواب الإمبراطوري) حتى عام 1708، في شخص ابن إرنست أوغسطس، جورج لويس. على الرغم من أن ألقاب الناخب كانت بشكل صحيح دوق برونزويك-لونيبورغ وناخب الإمبراطورية الرومانية المقدسة، إلا أنه يشار إليه عادة باسم ناخب هانوفر.
استحوذت هانوفر على مدينة بريمن-فردين في عام 1719.
كان الناخبون ملزمين قانونًا بأن يكونوا غير قابلين للتجزئة: يمكنهم إضافة أراضي إلى أراضيهم، ولكن لا يمكنهم التنازل عن أراضيهم أو تقسيمها بين العديد من الورثة؛ وكان من المقرر أن يتبع خلافتهم البكورية الذكرية. شملت المنطقة المخصصة للناخبين إمارات برونزويك-لونيبورغ في كالينبيرج، وجروبنهاجن، ولونيبورغ (على الرغم من أن لونيبورغ كانت في ذلك الوقت تحت حكم الأخ الأكبر لإرنست أوغسطس) ومقاطعتي ديفولتز وهويا.

### الارتباط مع بريطانيا العظمى

العلم المدني لهانوفر (1727–1801).

في عام 1714، أصبح جورج لويس ملكًا لبريطانيا العظمى وأيرلندا، وبالتالي أصبحت الدائرة الانتخابية وبريطانيا العظمى وأيرلندا تحكم في اتحاد شخصي. كما نمت ممتلكات الناخبين في ألمانيا، حيث اشتروا في عام 1719 دوقيات بريمن وفيردن التي كانت تحت سيطرة السويد.
توفي جورج لويس في عام 1727 وخلفه ابنه جورج الثاني أوغسطس. في عام 1728، منح الإمبراطور تشارلز السادس رسميًا لجورج الثاني (أعطاه أرضًا مقابل تعهد بالخدمة)، مع إقطاعية ساكس لاونبورغ المستعادة، والتي كانت في الواقع تُحكم في اتحاد شخصي مع هانوفر ومع إحدى إماراتها السابقة لونبورغ منذ عام 1689.
في عام 1731، اكتسبت هانوفر أيضًا هادلن.  في المقابل، اعترفت هانوفر بالمرسوم العملي لعام 1713، والذي غير قانون الميراث الخاص بأسرة هابسبورغ.  استغرق الأمر من جورج الثاني أوغسطس حتى عام 1733 لإقناع تشارلز السادس بمنحه أيضًا دوقية بريمن وإمارة فيردن، والتي تسمى بشكل عام دوقيات بريمن-فيردن. في كلا الامتيازين، أقسم جورج الثاني أوغسطس أنه سيحترم الامتيازات والدستور القائم للطبقات في بريمن-فيردن وهاديلن، وبالتالي أكد التقاليد التي يبلغ عمرها 400 عام بشأن مشاركة الطبقات في الحكومة.
وفي هانوفر، عاصمة الناخبين، أنشأ المجلس الخاص لهانوفر (الحكومة الانتخابية) وزارة جديدة مسؤولة عن العقارات الإمبراطورية التي يحكمها الناخبون في اتحاد شخصي. كان يطلق عليه اسم قسم بريمن-فيردن، هاديلن، لاونبورج، وبينثيم. ومع ذلك، أمضى الناخبون معظم وقتهم في إنجلترا. وتم الحفاظ على الاتصال المباشر مع الناخبين من خلال مكتب المستشارية الألمانية، الذي يقع في قصر سانت جيمس في لندن.

### حرب السنوات السبع
خلال الحرب الفرنسية والهندية (1754-1763) في المستعمرات في أمريكا الشمالية، خشيت بريطانيا من غزو فرنسي لهانوفر. شكل جورج الثاني تحالفًا مع ابن عمه البروسي فريدريك الثاني، حيث جمع بين الصراع في أمريكا الشمالية وحرب سيليزيا الثالثة بين براندنبورغ وبروس والنمسا، أو حرب السنوات السبع (1756-1763).
في صيف عام 1757، غزا الفرنسيون هانوفر وهزموا ابن جورج الثاني الأمير ويليام، دوق كمبرلاند، الذي كان يقود الجيش الأنجلو هانوفري، في معركة هاستنبيك ودفعوه وجيشه إلى بريمن-فيردن النائية، حيث استسلم في دير تسيفن السابق في 18 سبتمبر (اتفاقية كلوستر-زيفين). لكن جورج الثاني لم يعترف بالاتفاقية. وفي العام التالي، تمكن الجيش البريطاني، بدعم من قوات من بروسيا وهيسن-كاسل وإمارة برونزويك-فولفنبوتل، من طرد المحتلين مرة أخرى. ظلت هانوفر غير متأثرة طيلة بقية الحرب.

### الحروب الثورية الفرنسية
وبعد انتهاء الحرب، ساد السلام حتى بدأت الحروب الثورية الفرنسية. لم تؤثر حرب التحالف الأول ضد فرنسا (1792-1797)، والتي شاركت فيها بريطانيا العظمى وهانوفر وحلفاء الحرب الآخرون، على أراضي هانوفر، حيث كانت الجمهورية الفرنسية الأولى تقاتل على عدة جبهات، حتى على أراضيها. تم تجنيد الرجال لتجنيد 16 ألف جندي هانوفر يقاتلون في الأراضي المنخفضة تحت القيادة البريطانية ضد فرنسا. في عام 1795، أعلنت الإمبراطورية الرومانية المقدسة حيادها، بما في ذلك هانوفر، ولكن معاهدة السلام مع فرنسا كانت قيد التفاوض حتى فشلت في عام 1799. ومع ذلك، أنهت بروسيا الحرب مع فرنسا من جانبها بموجب معاهدة بازل (1795)، التي نصت على أن بروسيا ستضمن حياد الإمبراطورية الرومانية المقدسة في جميع أراضي الأخيرة شمال خط ترسيم نهر الماين، بما في ذلك الممتلكات البريطانية القارية في هانوفر، وبريمن-فيردن، وساكسونيا-لاونبورغ. ولتحقيق هذه الغاية، كان على هانوفر أيضًا توفير قوات لما يسمى بجيش ترسيم الحدود للحفاظ على الحياد المسلح. 

### العصر النابليوني
خلال حرب التحالف الثاني ضد فرنسا (1799-1802)، حث نابليون بونابرت بروسيا على احتلال الأراضي البريطانية القارية. في عام 1801، كان هناك غزو شارك فيه 24 ألف جندي بروسي فاجأ هانوفر، التي استسلمت دون قتال. وفي أبريل وصلوا إلى ستاد بريمن-فيردن، عاصمة بريمن-فيردن، وبقوا هناك حتى أكتوبر. تجاهل البريطانيون في البداية العداء البروسي، ولكن عندما انضمت الأخيرة إلى التحالف الموالي لفرنسا من القوى المحايدة المسلحة، بما في ذلك الدنمارك-النرويج وروسيا، بدأت بريطانيا في الاستيلاء على السفن البروسية. بعد معركة كوبنهاجن (1801)، انهار التحالف وسحبت بروسيا قواتها.
وكجزء من الوساطة الألمانية في 25 فبراير 1803، حصل الناخبون على أسقفية أمير أوسنابروك في اتحاد حقيقي، والذي كان يحكمه كل حاكم ثانٍ من آل هانوفر منذ عام 1662.
بعد أن أعلنت بريطانيا، هذه المرة دون أي حلفاء، الحرب على فرنسا (18 مايو 1803)، غزت القوات الفرنسية هانوفر في 26 مايو. ووفقًا لاتفاقية أرتلنبورغ (5 يوليو 1803)، التي أكدت الهزيمة العسكرية لهانوفر، جُرِّد الجيش الهانوفري من سلاحه، وسُلِّمت خيوله وذخائره إلى الفرنسيين. فر المجلس الخاص في هانوفر، مع الوزير فريدريش فرانز ديتريش فون بريمر إلى ساكسونيا لاونبورغ، عبر نهر إلبه، والتي كانت تحت حكم بريطانيا وهانوفر في اتحاد شخصي. وبعد فترة وجيزة، احتل الفرنسيون أيضًا ساكسونيا لاونبورغ.
في خريف عام 1805، في بداية حرب التحالف الثالث ضد فرنسا (1805)، غادرت القوات الفرنسية المحتلة هانوفر في حملة ضد النمسا. سيطرت قوات التحالف البريطانية والسويدية والروسية على هانوفر. في ديسمبر، تنازلت الإمبراطورية الفرنسية، منذ عام 1804، حكومة فرنسا الجديدة، عن هانوفر، التي لم تعد تحت سيطرتها، إلى بروسيا، التي استولت عليها في أوائل عام 1806.
في 6 أغسطس 1806، حلت الإمبراطورية الرومانية المقدسة، مما أدى إلى إلغاء وظيفة الأمراء الناخبين في انتخاب الأباطرة. بعد أن انقلبت بروسيا على فرنسا في حرب التحالف الرابع، هُزمت في معركة يينا-أويرستيدت (11 نوفمبر 1806)، واستعادت فرنسا هانوفر.
بعد معاهدة تيلسيت عام 1807، تأسست مملكة فستفالن الجديدة، التي حكمها شقيق نابليون جيروم بونابرت، والتي كانت تشمل آنذاك أراضي هيسن-كاسل السابقة، وإمارة برونزويك-فولفنبوتل الدوقية في برونزويك-لونبورغ، والأراضي البروسية سابقًا. في أوائل عام 1810، ضمت هانوفر وبريمن-فيردن ولكن ليس ساكسونيا لاونبورغ إلى فستفالن. في محاولة لتأكيد النظام القاري، ضمت الإمبراطورية الفرنسية في أواخر عام 1810 كامل ساحل بحر الشمال القاري (حتى الدنمارك) والمناطق الواقعة على طول أقسام الأنهار الصالحة للملاحة للسفن البحرية، بما في ذلك بريمن-فيردن وساكس-لاونبورغ وبعض الأراضي المجاورة في هانوفر.
لكن حكومة جورج الثالث لم تعترف بالضم الفرنسي، وكانت في حالة حرب مستمرة مع فرنسا طوال الفترة، واستمر الوزراء الهانوفريون في العمل انطلاقا من لندن. احتفظ المجلس الخاص في هانوفر بخدمته الدبلوماسية المنفصلة، والتي حافظت على الروابط مع دول مثل النمسا وبروسيا. حل جيش هانوفر، لكن العديد من الضباط والجنود ذهبوا إلى إنجلترا، حيث شكلوا الفيلق الألماني الملكي. كان هذا هو الجيش الألماني الوحيد الذي قاتل بشكل متواصل طوال الحروب النابليونية ضد الفرنسيين.
استمرت السيطرة الفرنسية حتى نوفمبر 1813، عندما اجتاح الحلفاء المنطقة بعد معركة لايبزيغ التي كانت بمثابة النهاية الحاسمة لدولة فستفالن التابعة لنابليون، فضلاً عن اتحاد الراين بأكمله، وتم استعادة حكم بيت هانوفر. وأصبحت الدوقية السابقة مملكة هانوفر، وهو ما تم تأكيده في مؤتمر فيينا في عام 1814.

## ناخبو هانوفر
كانت أراضي الناخبين غير قابلة للتقسيم من الناحية القانونية: كان بإمكانهم إضافة أراضي إلى أراضيهم، ولكن لم يكن بإمكانهم التنازل عن أراضٍ أو تقسيمها بين عدة ورثة، كما كانت القاعدة من قبل، مما أدى في بعض الأحيان إلى تعدد إمارات برونزويك-لونيبورغ. وكانت الخلافة تتبع البكورية الذكرية. وبما أن ذلك كان مخالفًا لقانون سالي، الذي كان ساريًا في ذلك الوقت بالنسبة للعائلة الدوقية، فقد كان التغيير يحتاج إلى تأكيد إمبراطوري، وهو ما منحه الإمبراطور ليوبولد الأول في عام 1692.
في عام 1692، عند ترقيتها إلى رتبة إمارة انتخابية، كانت أراضيها تتألف من إمارات برونزويك-لونبورغ في كالينبيرج وجروبنهاجن،. ومع ذلك، قبل تأكيد انتخابهم من قبل البرلمان الإمبراطوري في عام 1708، ورثت سلالة كالينبيرج إمارة سيلي في عام 1705. كما تم تضمين المقاطعات المكتسبة سابقًا ديبولز وهويا.
على الرغم من حل الإمبراطورية الرومانية المقدسة في عام 1806، فإن حكومة جورج الثالث لم تعتبر الحل نهائيًا، واستمر في حمل لقب "دوق برونزويك-لونيبورغ، أمين الصندوق والأمير الناخب للإمبراطورية الرومانية المقدسة" حتى عام 1814.
| الأمير الناخب                                         | الأمير الناخب | تواريخ الحكم | خلافة             | ملحوظات |
| ----------------------------------------------------- | ------------- | ------------ | ----------------- | --- |
| جورج الأول لويس جورج لودفيج                           |               | 1708–1727    | ابن إرنست أوغسطس. | أصبح ملكًا لبريطانيا العظمى وأيرلندا في عام 1714. استحوذ على بريمن-فيردن في عام 1719. |
| جورج الثاني أغسطس جورج الثاني أغسطس                   |               | 1727–1760    | ابن جورج الأول    | استحوذ على أرض هادلن في عام 1731. |
| جورج الثالث ويليام فريدريك جورج الثالث فيلهلم فريدريش |               | 1760–1806    | حفيد جورج الثاني. | أصبح ملكًا للمملكة المتحدة (بموجب قانون الاتحاد مع أيرلندا) في عام 1801. حصل على أسقفية الأمير أوسنابروك في عام 1803.فقد السلطة الفعلية واستعادها من خلال عمليات احتلال وضم مختلفة خلال الحرب الفرنسية العظمى 1801-1813: فقدت (أوائل 1801)، واستعيدت (أبريل 1801)، وفقدت (مايو 1803)، واستعيدت (خريف 1805)، وفقدت (أوائل 1806)، واستعيدت (أكتوبر 1813).على الرغم من أن اللقب الانتخابي أصبح منتهيًا مع حل الإمبراطورية الرومانية المقدسة في عام 1806، إلا أن جورج لم يعترف بهذا الحل.أُعلن ملكًا على هانوفر في أوائل عام 1814 وتم الاعتراف به على نطاق واسع بهذا اللقب خلال مؤتمر فيينا 1814-1815. |